# Список людей, які загинули під час сходження на Броуд-пік

## Загальна характеристика гори

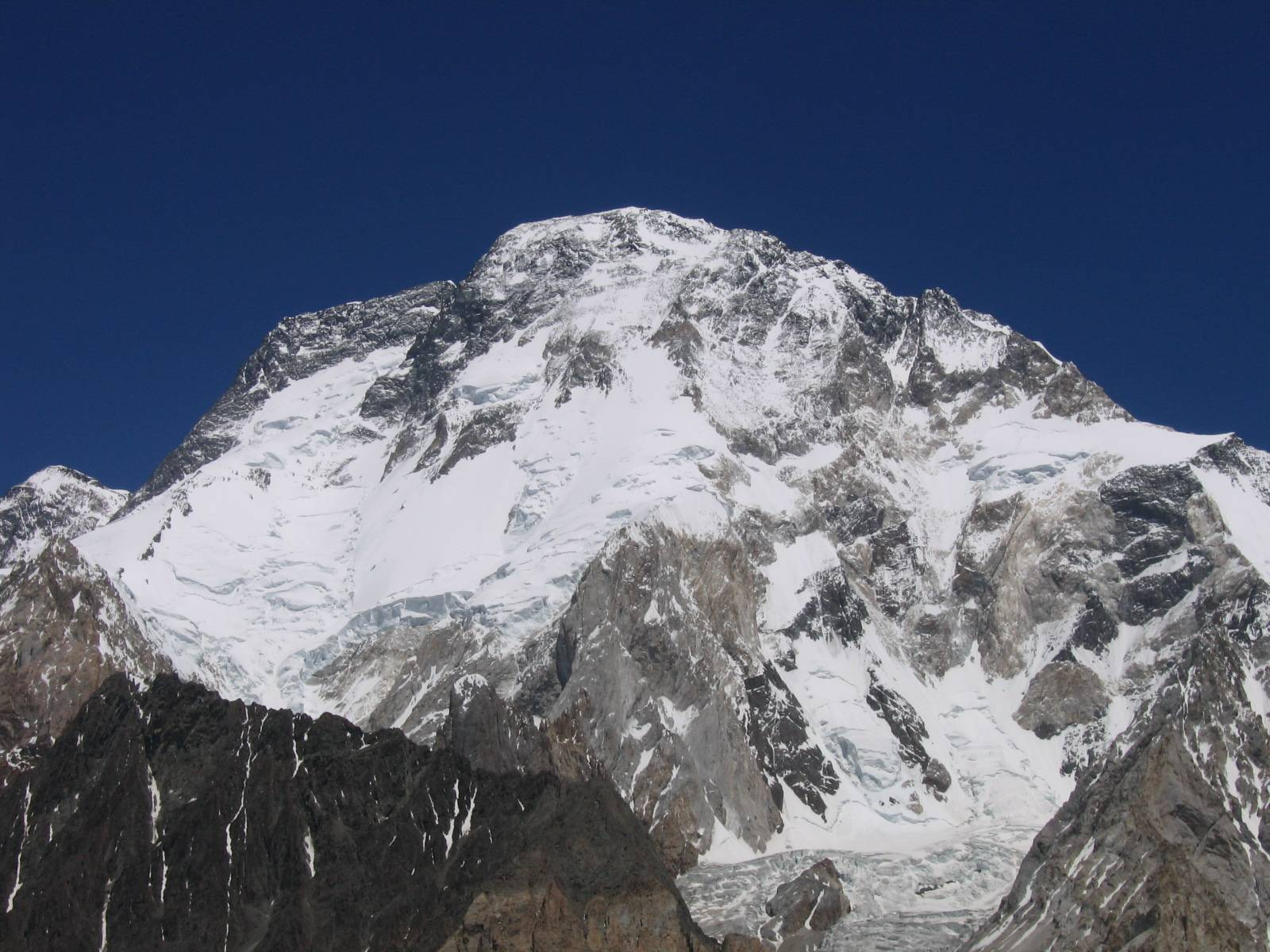
Вершина Броуд-піка

Броуд-пік (раніше вживалася назва К3, місцева назва — Файчан канґрі) — гора на кордоні Пакистану й Китаю, дванадцята за висотою вершина в світі. Лежить на хребті Балторо Музтаг неподалік від вершини К2 у гірському масиві Каракорум. Назва гори (англ. broad — широкий) пояснюється тим, що ширина вершини становить більше 1,5 кілометри. Окрім головної вершини висотою 8047 метрів (за іншими даними — 8051 м), гора має також центральну вершину (висота 8028 м) і північну вершину (7550 м).

## Список загиблих
| Дата           | Прізвище           | Національність  | Причини смерті                                        | Посилання |
| -------------- | ------------------ | --------------- | ----------------------------------------------------- | --------- |
| 23 липня 2013  | Aidin Bozorgi      | Іран            | Згинув                                                | [ 3 ]     |
| 23 липня 2013  | Mojtaba Jarrahi    | Іран            | Згинув                                                | [ 3 ]     |
| 23 липня 2013  | Pouya Keivan       | Іран            | Згинув                                                | [ 3 ]     |
| 8 липня 2013   | Dana Heide         | Німеччина       | Утопилася у крижаному потічку поблизу Базового табору | [ 4 ]     |
| 6 березня 2013 | Maciej Berbeka     | Польща          | Згинув                                                | [ 5 ]     |
| 6 березня 2013 | Tomasz Kowalski    | Польща          | Можливо виснаження                                    | [ 5 ]     |
| 31 липня 2012  | Muhammad Baqir     | Пакистан        | Падіння                                               | [ 6 ]     |
| 31 липня 2012  | Zuzana Hofmannová  | Чехія           | Згинув                                                |           |
| 18 липня 2009  | Cristina Castagna  | Італія          | Падіння                                               |           |
| 30 червня 2008 | Vlado Plulik       | Словенія        | —                                                     | [ 7 ]     |
| 8 липня 2006   | Markus Kronthaler  | Австрія         | Виснаження                                            |           |
| 11 липня 1999  | Seong-Kwang Hun    | Південна Корея  | —                                                     | [ 7 ]     |
| 29 липня 1998  | Pascale Bessieres  | Франція         | —                                                     | [ 7 ]     |
| 29 липня 1998  | Eric Escoffier     | Франція         | —                                                     | [ 7 ]     |
| 16 липня 1997  | Jefferey Bubb      | США             | —                                                     | [ 7 ]     |
| 16 липня 1997  | Fukuzo Yokotagawa  | Японія          | —                                                     | [ 7 ]     |
| 20 липня 1996  | Dong-Keun Han      | Південна Корея  | —                                                     | [ 7 ]     |
| 20 липня 1996  | Jae-Mo Yang        | Південна Корея  | —                                                     | [ 7 ]     |
| 20 липня 1996  | Sun-Taek Lim       | Південна Корея  | —                                                     | [ 7 ]     |
| 12 липня 1995  | Hyun-Jae Park      | Південна Корея  | —                                                     | [ 7 ]     |
| 22 червня 1994 | Alexej Himer       | Чехія           | —                                                     | [ 7 ]     |
| 11 червня 1994 | Bohuslav Bilek     | Чехія           | —                                                     | [ 7 ]     |
| 24 липня 1990  | Kurt Lyncke-Krüger | Німеччина       | —                                                     | [ 7 ]     |
| 20 серпня 1988 | Yong-Il Jang       | Південна Корея  | —                                                     | [ 7 ]     |
| 22 August 1986 | Liam Scot Elliot   | Велика Британія | —                                                     | [ 7 ]     |
| 18 August 1985 | Barbara Kozłowska  | Польща          | —                                                     | [ 7 ]     |
| 16 May 1985    | Hans Frick         | Канада          | —                                                     | [ 7 ]     |
| 29 червня 1983 | Peter Thexton      | Велика Британія | —                                                     | [ 7 ]     |
| 5 серпня 1981  | Enric Pujol        | Іспанія         | —                                                     | [ 7 ]     |
| 29 липня 1975  | Andrzej Sikorski   | Польща          | —                                                     | [ 7 ]     |
| 29 липня 1975  | Marek Kęsicki      | Польща          | —                                                     | [ 7 ]     |
| 28 липня 1975  | Bohdan Nowaczyk    | Польща          | —                                                     | [ 7 ]     |

## Виноски
1. ↑  Broad Peak, China/Pakistan (англ.)
2. ↑  Кравчук П. А. Рекорды природы. — Любешов: Эрудит, 1993. — 216 с. ISBN 5-7707-2044-1
3. 1 2 3  Broad Peak: Stranded Iranian climbers feared dead as search called off. Процитовано 23 липня 2013.
4. ↑  Summer 2013 – Significant Events on Broad Peak, Bad Weather All Around. Процитовано 9 липня 2013.
5. 1 2  Broad Peak: all hope lost for Maciej Berbeka and Tomasz Kowalski. Процитовано 9 березня 2013.
6. ↑  Fatal fall: Mountaineer falls to death on Broad Peak. tribune.com.pk. 3 August 2012
7. 1 2 3 4 5 6 7 8 9 10 11 12 13 14 15 16 17 18 19 20 21 22  Broad Peak. alpinismonline.com